# Aedes phyllolabis
Aedes phyllolabis är en tvåvingeart som beskrevs av Edwards 1929. Aedes phyllolabis ingår i släktet Aedes och familjen stickmyggor. Inga underarter finns listade i Catalogue of Life.